# ميانرود (دابوي الجنوبي)
میانرود (بالفارسية: میانرود) هي قرية تقع في إيران في قسم دابوي الجنوبی الريفي. يقدر عدد سكانها بـ 161 نسمة .